# Copa AFC 2021
La Copa AFC 2021 fue la 18.ª edición del segundo torneo de fútbol más importante a nivel de clubes de Asia organizado por la Confederación Asiática de Fútbol.
El campeón del torneo, Al-Muharraq, logró la clasificación a la Liga de Campeones de la AFC 2022 en su fase de clasificación.

## Ronda de clasificación

### Preliminar 1
| Equipo 1        | Resultado | Equipo 2     |
| --------------- | --------- | ------------ |
| Nepal Army Club | 5–1       | Police       |
| Eagles          | 2–0       | Thimphu City |

### Preliminar 2
| Equipo 1              | Resultado | Equipo 2        |
| --------------------- | --------- | --------------- |
| Bengaluru             | 5–0       | Nepal Army Club |
| Abahani Limited Dhaka | Cancelado | Eagles          |

| Equipo 1     | Resultado | Equipo 2       |
| ------------ | --------- | -------------- |
| Chanthabouly | Cancelado | Kasuka         |
| Visakha      | Cancelado | Lalenok United |

### Playoff
| Equipo 1                | Resultado | Equipo 2  |
| ----------------------- | --------- | --------- |
| Markaz Shabab Al-Am'ari | Cancelado | Al-Kuwait |

| Equipo 1  | Resultado | Equipo 2 |
| --------- | --------- | -------- |
| Bengaluru | 1-0       | Eagles   |

| Equipo 1           | Resultado | Equipo 2               |
| ------------------ | --------- | ---------------------- |
| Hanthawady United  | Cancelado | Ganadores de ASEAN 2.1 |
| Persipura Jayapura | Cancelado | Ganadores de ASEAN 2.2 |

## Fase de grupos

### Grupo A
| Pos. | Equipo      | Pts. | PJ | G | E | P | GF | GC | Dif. | Clasificación       |   | AHE | WAH | HID |
| ---- | ----------- | ---- | -- | - | - | - | -- | -- | ---- | ------------------- | - | --- | --- | --- |
| 1    | Al-Ahed     | 4    | 2  | 1 | 1 | 0 | 2  | 1  | +1   | Semifinales de Zona |   | —   | —   | 2–1 |
| 2    | Al-Wahda    | 2    | 2  | 0 | 2 | 0 | 1  | 1  | 0    |                     |   | 0–0 | —   | —   |
| 3    | Al-Hidd (H) | 1    | 2  | 0 | 1 | 1 | 2  | 3  | −1   |                     | — | 1–1 | —   |     |

 Fuente: AFC
Criterios de clasificación: 

### Grupo B
| Pos. | Equipo        | Pts. | PJ | G | E | P | GF | GC | Dif. | Clasificación      |   | MUH | SAL | ANS | MBA |
| ---- | ------------- | ---- | -- | - | - | - | -- | -- | ---- | ------------------ | - | --- | --- | --- | --- |
| 1    | Al-Muharraq   | 6    | 3  | 2 | 0 | 1 | 6  | 4  | +2   | Semifnales de Zona |   | —   | —   | —   | 2–3 |
| 2    | Al-Salt (H)   | 6    | 3  | 2 | 0 | 1 | 7  | 2  | +5   | Semifnales de Zona |   | 0–1 | —   | —   | 5–0 |
| 3    | Al-Ansar      | 3    | 3  | 1 | 0 | 2 | 4  | 5  | −1   |                    |   | 1–3 | 1–2 | —   | —   |
| 4    | Markaz Balata | 3    | 3  | 1 | 0 | 2 | 3  | 9  | −6   |                    | — | —   | 0–2 | —   |     |

 Fuente: AFC
Criterios de clasificación: 
Notas:
1. 1 2  Enfrentamiento directo: Al-Muharraq 3, Al-Salt 0.
2. 1 2  Enfrentamiento directo: Al-Ansar 3, Markaz Balata 0.

### Grupo C
| Pos. | Equipo                  | Pts. | PJ | G | E | P | GF | GC | Dif. | Clasificación       |     | KSC | FAI | TIS | MSA |
| ---- | ----------------------- | ---- | -- | - | - | - | -- | -- | ---- | ------------------- | --- | --- | --- | --- | --- |
| 1    | Al-Kuwait               | 7    | 3  | 2 | 1 | 0 | 8  | 4  | +4   | Semifinales de zona |     | —   | —   | —   | 4–1 |
| 2    | Al-Faisaly (H)          | 6    | 3  | 2 | 0 | 1 | 3  | 1  | +2   |                     |     | 0–1 | —   | 1–0 | —   |
| 3    | Tishreen                | 4    | 3  | 1 | 1 | 1 | 8  | 5  | +3   |                     | 3–3 | —   | —   | 5–1 |     |
| 4    | Markaz Shabab Al-Am'ari | 0    | 3  | 0 | 0 | 3 | 2  | 11 | −9   |                     | —   | 0–2 | —   | —   |     |

 Fuente: AFC
Criterios de clasificación: 

### Grupo D
| Pos. | Equipo            | Pts. | PJ | G | E | P | GF | GC | Dif. | Clasificación      |     | AMB | BSK | BFC | MAZ |
| ---- | ----------------- | ---- | -- | - | - | - | -- | -- | ---- | ------------------ | --- | --- | --- | --- | --- |
| 1    | ATK Mohun Bagan   | 7    | 3  | 2 | 1 | 0 | 6  | 2  | +4   | Playoff interzonal |     | —   | 1–1 | 2–0 | —   |
| 2    | Bashundhara Kings | 5    | 3  | 1 | 2 | 0 | 3  | 1  | +2   |                    |     | —   | —   | —   | 2–0 |
| 3    | Bengaluru         | 4    | 3  | 1 | 1 | 1 | 6  | 4  | +2   |                    | —   | 0–0 | —   | —   |     |
| 4    | Maziya (H)        | 0    | 3  | 0 | 0 | 3 | 3  | 11 | −8   |                    | 1–3 | —   | 2–6 | —   |     |

 Fuente: AFC
Criterios de clasificación: 

### Grupo E
| Pos. | Equipo        | Pts. | PJ | G | E | P | GF | GC | Dif. | Clasificación   |   | AHA | DOR | RAV |
| ---- | ------------- | ---- | -- | - | - | - | -- | -- | ---- | --------------- | - | --- | --- | --- |
| 1    | Ahal          | 6    | 2  | 2 | 0 | 0 | 5  | 1  | +4   | Finales de Zona |   | —   | —   | 3–1 |
| 2    | Dordoi (H)    | 3    | 2  | 1 | 0 | 1 | 3  | 2  | +1   |                 |   | 0–2 | —   | —   |
| 3    | Ravshan Kulob | 0    | 2  | 0 | 0 | 2 | 1  | 6  | −5   |                 | — | 0–3 | —   |     |

 Fuente: AFC
Criterios de clasificación: 

### Grupo F
| Pos. | Equipo      | Pts. | PJ | G | E | P | GF | GC | Dif. | Clasificación   |     | NAS | ALT | KHU | ALA |
| ---- | ----------- | ---- | -- | - | - | - | -- | -- | ---- | --------------- | --- | --- | --- | --- | --- |
| 1    | Nasaf       | 9    | 3  | 3 | 0 | 0 | 9  | 0  | +9   | Finales de Zona |     | —   | 2–0 | —   | 4–0 |
| 2    | Altyn Asyr  | 4    | 3  | 1 | 1 | 1 | 7  | 8  | −1   |                 |     | —   | —   | 2–2 | —   |
| 3    | Khujand (H) | 4    | 3  | 1 | 1 | 1 | 4  | 5  | −1   |                 | 0–3 | —   | —   | 2–0 |     |
| 4    | Alay        | 0    | 3  | 0 | 0 | 3 | 4  | 11 | −7   |                 | —   | 4–5 | —   | —   |     |

 Fuente: AFC
Criterios de clasificación: 

### Grupo G
| Pos. | Equipo                 | Pts. | PJ | G | E | P | GF | GC | Dif. |  | HAN       | BAL       | BOE       | Ganadores de ASEAN 2.1 |
| ---- | ---------------------- | ---- | -- | - | - | - | -- | -- | ---- |  | --------- | --------- | --------- | ---------------------- |
| 1    | Hanoi                  | 0    | 0  | 0 | 0 | 0 | 0  | 0  | 0    |  | —         | Cancelado | —         | Cancelado              |
| 2    | Bali United            | 0    | 0  | 0 | 0 | 0 | 0  | 0  | 0    |  | —         | —         | Cancelado | —                      |
| 3    | Boeung Ket             | 0    | 0  | 0 | 0 | 0 | 0  | 0  | 0    |  | Cancelado | —         | —         | Cancelado              |
| 4    | Ganadores de ASEAN 2.1 | 0    | 0  | 0 | 0 | 0 | 0  | 0  | 0    |  | —         | Cancelado | —         | —                      |

 Fuente: AFC
Criterios de clasificación: 

### Grupo H
| Pos. | Equipo             | Pts. | PJ | G | E | P | GF | GC | Dif. |  | KED       | LIO       | SGN       | PPR       |
| ---- | ------------------ | ---- | -- | - | - | - | -- | -- | ---- |  | --------- | --------- | --------- | --------- |
| 1    | Kedah Darul Aman   | 0    | 0  | 0 | 0 | 0 | 0  | 0  | 0    |  | —         | Cancelado | —         | Cancelado |
| 2    | Lion City Sailors  | 0    | 0  | 0 | 0 | 0 | 0  | 0  | 0    |  | —         | —         | Cancelado | —         |
| 3    | Saigon             | 0    | 0  | 0 | 0 | 0 | 0  | 0  | 0    |  | Cancelado | —         | —         | Cancelado |
| 4    | Persipura Jayapura | 0    | 0  | 0 | 0 | 0 | 0  | 0  | 0    |  | —         | Cancelado | —         | —         |

 Fuente: AFC
Criterios de clasificación: 

### Grupo I
| Pos. | Equipo                | Pts. | PJ | G | E | P | GF | GC | Dif. |  | VIS       | LAL       | TER       | GEY       |
| ---- | --------------------- | ---- | -- | - | - | - | -- | -- | ---- |  | --------- | --------- | --------- | --------- |
| 1    | Visakha               | 0    | 0  | 0 | 0 | 0 | 0  | 0  | 0    |  | —         | Cancelado | —         | Cancelado |
| 2    | Lalenok United        | 0    | 0  | 0 | 0 | 0 | 0  | 0  | 0    |  | —         | —         | Cancelado | —         |
| 3    | Terengganu            | 0    | 0  | 0 | 0 | 0 | 0  | 0  | 0    |  | Cancelado | —         | —         | Cancelado |
| 4    | Geylang International | 0    | 0  | 0 | 0 | 0 | 0  | 0  | 0    |  | —         | Cancelado | —         | —         |

 Fuente: AFC
Criterios de clasificación: 

### Grupo J
| Pos. | Equipo       | Pts. | PJ | G | E | P | GF | GC | Dif. | Clasificación      |     | LEE | EAS | TNC | ATH |
| ---- | ------------ | ---- | -- | - | - | - | -- | -- | ---- | ------------------ | --- | --- | --- | --- | --- |
| 1    | Lee Man (H)  | 9    | 3  | 3 | 0 | 0 | 10 | 2  | +8   | Playoff Interzonal |     | —   | —   | 4–1 | —   |
| 2    | Eastern (H)  | 6    | 3  | 2 | 0 | 1 | 2  | 1  | +1   |                    |     | 0–1 | —   | 1–0 | —   |
| 3    | Tainan City  | 3    | 3  | 1 | 0 | 2 | 4  | 5  | −1   |                    | —   | —   | —   | 3–0 |     |
| 4    | Athletic 220 | 0    | 3  | 0 | 0 | 3 | 1  | 9  | −8   |                    | 1–5 | 0–1 | —   | —   |     |

 Fuente: AFC
Criterios de clasificación: 

### Segundos lugares

#### Zona Oeste
| Pos. | Grp. | Equipo     | Pts. | PJ | G | E | P | GF | GC | Dif. | Clasificación       |
| ---- | ---- | ---------- | ---- | -- | - | - | - | -- | -- | ---- | ------------------- |
| 1    | B    | Al-Salt    | 3    | 2  | 1 | 0 | 1 | 2  | 2  | 0    | Semifinales de Zona |
| 2    | C    | Al-Faisaly | 3    | 2  | 1 | 0 | 1 | 1  | 1  | 0    |                     |
| 3    | A    | Al-Wahda   | 2    | 2  | 0 | 2 | 0 | 1  | 1  | 0    |                     |

 Fuente: AFC
Criterios de clasificación: 

#### Zona ASEAN
| Pos. | Grp. | Equipo | Pts. | PJ | G | E | P | GF | GC | Dif. |
| ---- | ---- | ------ | ---- | -- | - | - | - | -- | -- | ---- |
| 1    | G    | G2     | 0    | 0  | 0 | 0 | 0 | 0  | 0  | 0    |
| 2    | H    | H2     | 0    | 0  | 0 | 0 | 0 | 0  | 0  | 0    |
| 3    | I    | I2     | 0    | 0  | 0 | 0 | 0 | 0  | 0  | 0    |

 Fuente: AFC
Criterios de clasificación: 

## Fase final
La fase final se juega a sistema de eliminación directa a un solo partido, en caso de igualdad en el marcador se jugará tiempo extra y de seguir así penales.

### Semifinales Occidentales
|  | Semifinales de Zona Oeste Asiático   | Semifinales de Zona Oeste Asiático   | Semifinales de Zona Oeste Asiático   |           |             | Final Zonal                 | Final Zonal                 | Final Zonal                 |  |
|  | (Ganadores avanzan a la final zonal) | (Ganadores avanzan a la final zonal) | (Ganadores avanzan a la final zonal) |           |             | (Ganador avanza a la final) | (Ganador avanza a la final) | (Ganador avanza a la final) |  |
|  |                                      |                                      |                                      |           |             |                             |                             |                             |  |
|  |                                      |                                      |                                      |           |             |                             |                             |                             |  |
|  | Al-Muharraq                          | Al-Muharraq                          | 3                                    |           |             |                             |                             |                             |  |
|  | Al-Muharraq                          | Al-Muharraq                          | 3                                    |           |             |                             |                             |                             |  |
|  | Al-Ahed                              | Al-Ahed                              | 0                                    |           |             |                             |                             |                             |  |
|  | Al-Ahed                              | Al-Ahed                              | 0                                    |           | Al-Muharraq | Al-Muharraq                 | 2                           |                             |  |
|  |                                      |                                      |                                      |           | Al-Muharraq | Al-Muharraq                 | 2                           |                             |  |
|  |                                      |                                      | Al-Kuwait                            | Al-Kuwait | 0           |                             |                             |                             |  |
|  | Al-Kuwait                            | Al-Kuwait                            | Al-Kuwait                            | Al-Kuwait | 0           | 2                           |                             |                             |  |
|  | Al-Kuwait                            | Al-Kuwait                            |                                      |           |             | 2                           |                             |                             |  |
|  | Al-Salt                              | Al-Salt                              | 0                                    |           |             |                             |                             |                             |  |
|  | Al-Salt                              | Al-Salt                              | 0                                    |           |             |                             |                             |                             |  |
|  |                                      |                                      |                                      |           |             |                             |                             |                             |  |

### Final Central
|  | Final de Zona Central Asiática             |       |   |  |
|  | (Ganador avanza a la semifinal interzonal) |       |   |  |
|  |                                            |       |   |  |
|  | Nasaf                                      | Nasaf | 3 |  |
|  | Nasaf                                      | Nasaf | 3 |  |
|  | Ahal                                       | Ahal  | 2 |  |
|  | Ahal                                       | Ahal  | 2 |  |

### Semifinales Interzonales
|  | Semifinales Interzonal                    | Semifinales Interzonal                    | Semifinales Interzonal                    |         |       | Final Interzonal            | Final Interzonal            | Final Interzonal            |  |
|  | (Ganadores avanzan a la final interzonal) | (Ganadores avanzan a la final interzonal) | (Ganadores avanzan a la final interzonal) |         |       | (Ganador avanza a la final) | (Ganador avanza a la final) | (Ganador avanza a la final) |  |
|  |                                           |                                           |                                           |         |       |                             |                             |                             |  |
|  |                                           |                                           |                                           |         |       |                             |                             |                             |  |
|  | Nasaf                                     | Nasaf                                     | 6                                         |         |       |                             |                             |                             |  |
|  | Nasaf                                     | Nasaf                                     | 6                                         |         |       |                             |                             |                             |  |
|  | ATK Mohun Bagan                           | ATK Mohun Bagan                           | 0                                         |         |       |                             |                             |                             |  |
|  | ATK Mohun Bagan                           | ATK Mohun Bagan                           | 0                                         |         | Nasaf | Nasaf                       | 3                           |                             |  |
|  |                                           |                                           |                                           |         | Nasaf | Nasaf                       | 3                           |                             |  |
|  |                                           |                                           | Lee Man                                   | Lee Man | 2     |                             |                             |                             |  |
|  | Lee Man                                   |                                           | Lee Man                                   | Lee Man | 2     |                             |                             |                             |  |
|  |                                           |                                           |                                           |         |       |                             |                             |                             |  |
|  | N/A (Bye)                                 |                                           |                                           |         |       |                             |                             |                             |  |
|  |                                           |                                           |                                           |         |       |                             |                             |                             |  |
|  |                                           |                                           |                                           |         |       |                             |                             |                             |  |

### Final
| 5 de noviembre de 2021 | Al-Muharraq                              | 3:0 (1:0) | Nasaf | Al Muharraq Stadium, Arad, Baréin                      |                                                        |
|                        | - Al-Mardi 2' - Jameel 74' - Carioca 80' | Reporte   |       | Asistencia: 9060 espectadores Árbitro(s): Ko Hyung-jin | Asistencia: 9060 espectadores Árbitro(s): Ko Hyung-jin |

## Campeón
| Copa AFC 2021         |
| --------------------- |
| Bandera de Baréin     |
| Al-Muharraq 2º Título |

## Máximos goleadores
Equipo eliminado
     El jugador no está en el equipo pero el equipo sigue activo para esta ronda
| N.° | Jugador                | Equipo          | J1 | J2 | J3 | ZSF | ZF | ISF | IF | F | Total |
| --- | ---------------------- | --------------- | -- | -- | -- | --- | -- | --- | -- | - | ----- |
| 1   | Khusayin Norchaev      | Nasaf           | 1  |    | 1  |     | 1  | 3   | 1  |   | 7     |
| 2   | Elman Tagaýew          | Ahal            | 2  | 1  |    |     | 2  |     |    |   | 5     |
| 3   | Ahmed Akaïchi          | Al-Kuwait       | 1  | 2  | 1  |     |    |     |    |   | 4     |
| 3   | Altymyrat Annadurdyýew | Altyn Asyr      | 2  | 2  |    |     |    |     |    |   | 4     |
| 3   | Gil                    | Lee Man         | 1  |    | 2  |     |    |     | 1  |   | 4     |
| 3   | Ronald Ngah            | Al-Salt         |    | 1  | 3  |     |    |     |    |   | 4     |
| 7   | Faisal Al-Harbi        | Al-Kuwait       | 2  |    |    | 1   |    |     |    |   | 3     |
| 7   | Hassan Maatouk         | Al-Ansar        | 1  | 1  | 1  |     |    |     |    |   | 3     |
| 7   | Khaled Salem           | Markaz Balata   |    | 3  |    |     |    |     |    |   | 3     |
| 10  | Ismail Abdullatif      | Al-Muharraq     | 1  |    | 1  |     |    |     |    |   | 2     |
| 10  | Husniddin Aliqulov     | Nasaf           | 1  | 1  |    |     |    |     |    |   | 2     |
| 10  | Mahmoud Al-Mardi       | Al-Muharraq     |    |    |    |     | 1  |     |    | 1 | 2     |
| 10  | José Ángel             | Lee Man         |    | 1  |    |     |    |     | 1  |   | 2     |
| 10  | Abay Bokoleev          | Dordoi          |    |    | 2  |     |    |     |    |   | 2     |
| 10  | Dilshod Bozorov        | Khujand         | 1  |    | 1  |     |    |     |    |   | 2     |
| 10  | Flávio Carioca         | Al-Muharraq     |    |    |    |     | 1  |     |    | 1 | 2     |
| 10  | Chen Jui-chieh         | Tainan City     | 2  |    |    |     |    |     |    |   | 2     |
| 10  | Roy Krishna            | ATK Mohun Bagan | 1  | 1  |    |     |    |     |    |   | 2     |
| 10  | Shokhmalik Komilov     | Nasaf           | 1  |    | 1  |     |    |     |    |   | 2     |
| 10  | Thaer Krouma           | Tishreen        |    |    | 2  |     |    |     |    |   | 2     |
| 10  | Lee Hong Lim           | Lee Man         |    |    | 2  |     |    |     |    |   | 2     |
| 10  | Mohammad Marmour       | Tishreen        | 1  |    | 1  |     |    |     |    |   | 2     |
| 10  | Bidyashagar Singh      | Bengaluru       |    |    | 2  |     |    |     |    |   | 2     |

Nota: Los goles marcados en las eliminatorias no se tienen en cuenta para determinar el máximo goleador (Artículo 64.4 del Reglamento).